# De Tomaso Longchamp

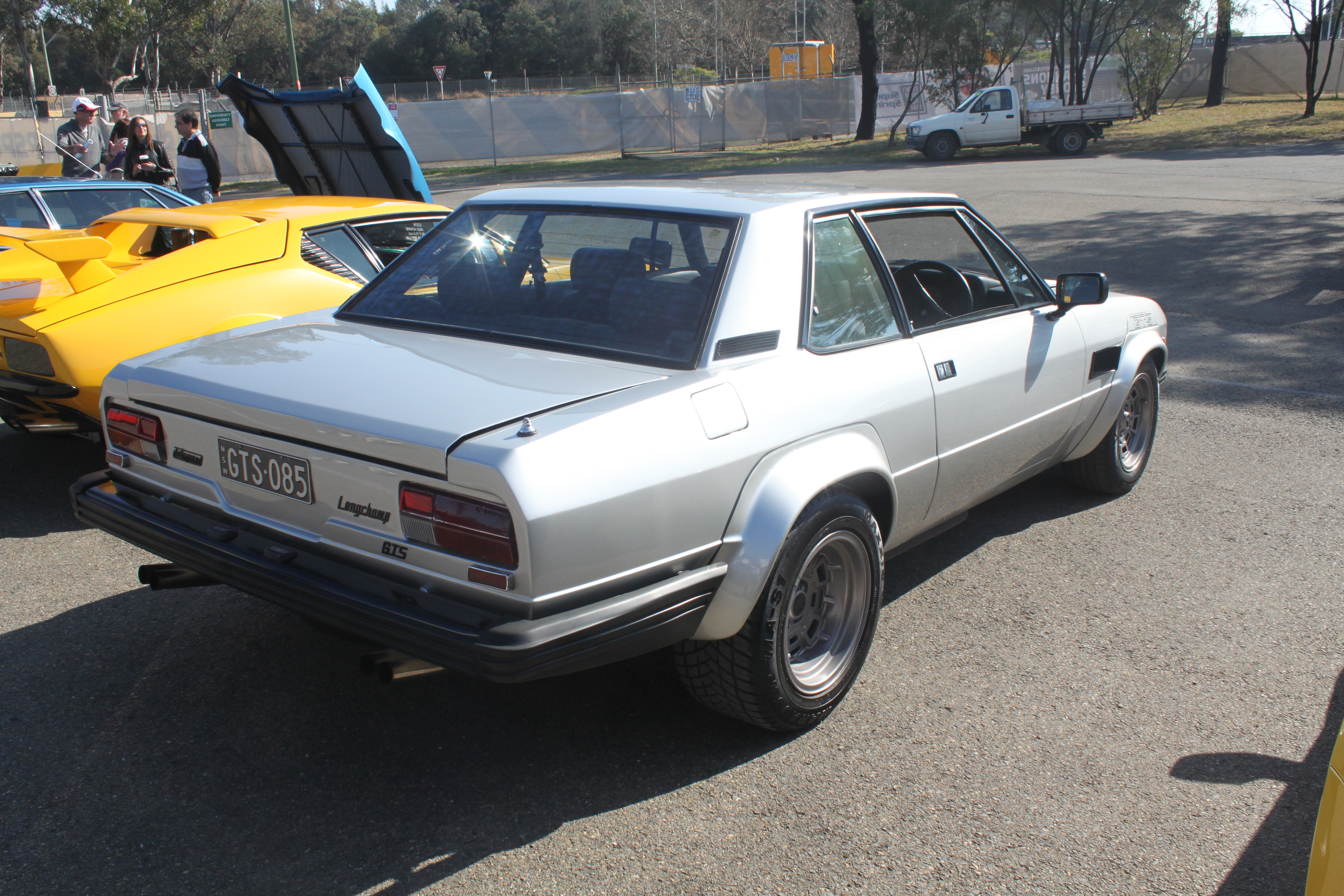
De Tomaso Longchamp GTS, achteraanzicht

De De Tomaso Longchamp is een GT van de Italiaanse autofabrikant De Tomaso die tussen 1972 en 1989 geproduceerd werd. De wagen werd voor het eerst vertoond op het Autosalon van Turijn in 1972.
De Longchamp  is afgeleid van de De Tomaso Deauville vierdeurs sedan. De Longchamp heeft een chassis met kortere wielbasis maar gebruikt wel dezelfde ophanging, motor en transmissie. De Deauville en de Longchamp waren de enige modellen van De Tomaso met een voorin geplaatste motor.
Aanvankelijk was de Longchamp alleen verkrijgbaar als tweedeurs coupé. De wagen had een lange en brede motorkap om plaats te kunnen bieden aan de 5,8-liter Ford Cleveland V8-motor. Deze krachtige motor, populair bij Amerikaanse muscle cars uit begin jaren '70, werd ook gebruikt in de De Tomaso Pantera.  Het motorblok leverde in de Longchamp een vermogen van 335 pk, goed voor een topsnelheid van 240 km/u.
De standaardversnellingsbak was een drietrapsautomaat van Ford, maar er werden ook 17 exemplaren geleverd met een handgeschakelde vijfbak van ZF. Een bizarre eigenschap van de Longchamp was dat de wagen over twee benzinetanks beschikte die afzonderlijk moesten gevuld worden. Een schakelaar op het dashboard regelde welke tank de motor voedde.
Het interieur was bijna volledig met leder bekleed, maar het gebruik van bepaalde onderdelen van Ford zoals het stuur en de versnellingpook deden de luxueuze uitstraling ietwat teniet.

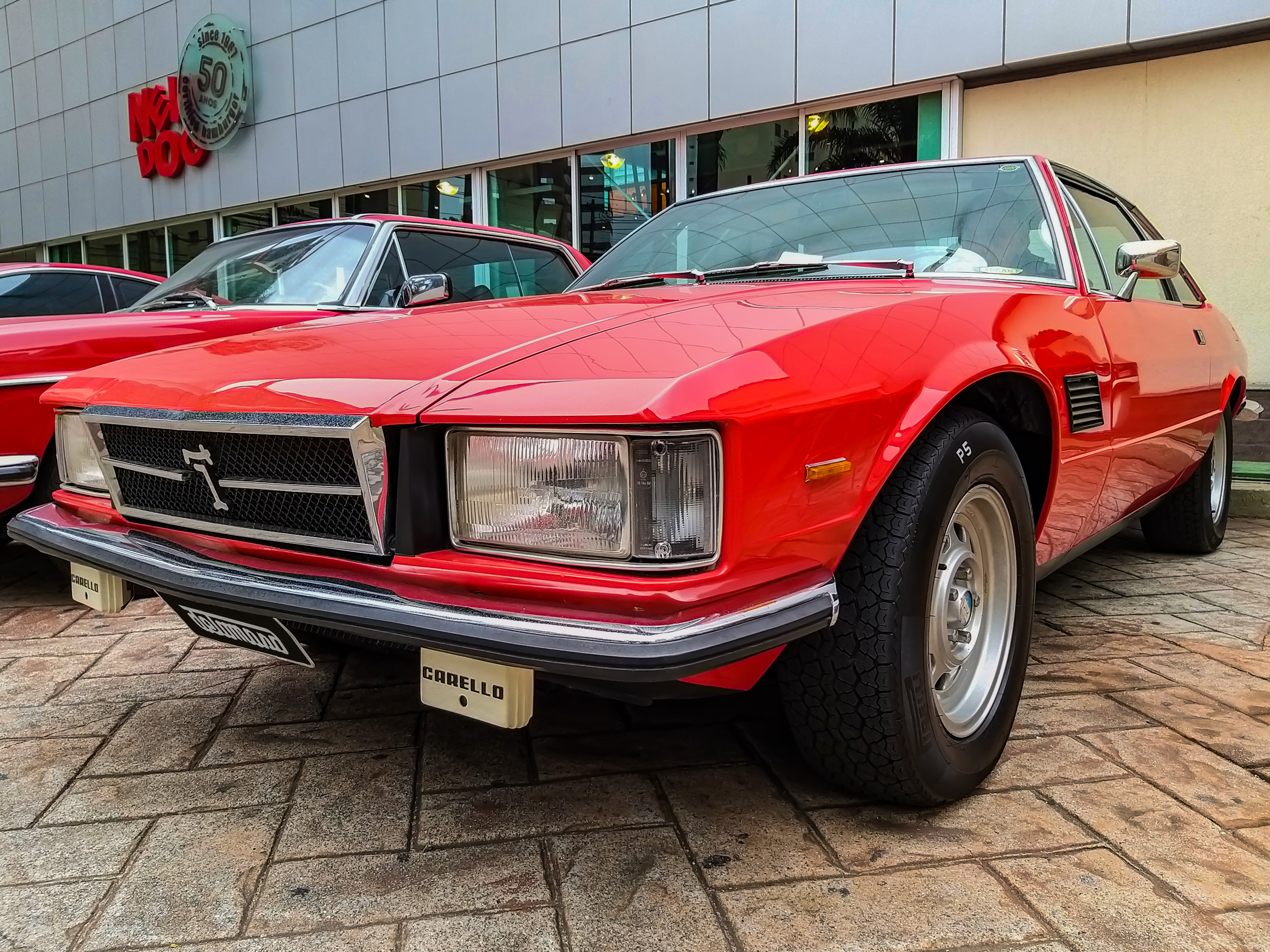
Longchamp, eerste serie (1975)
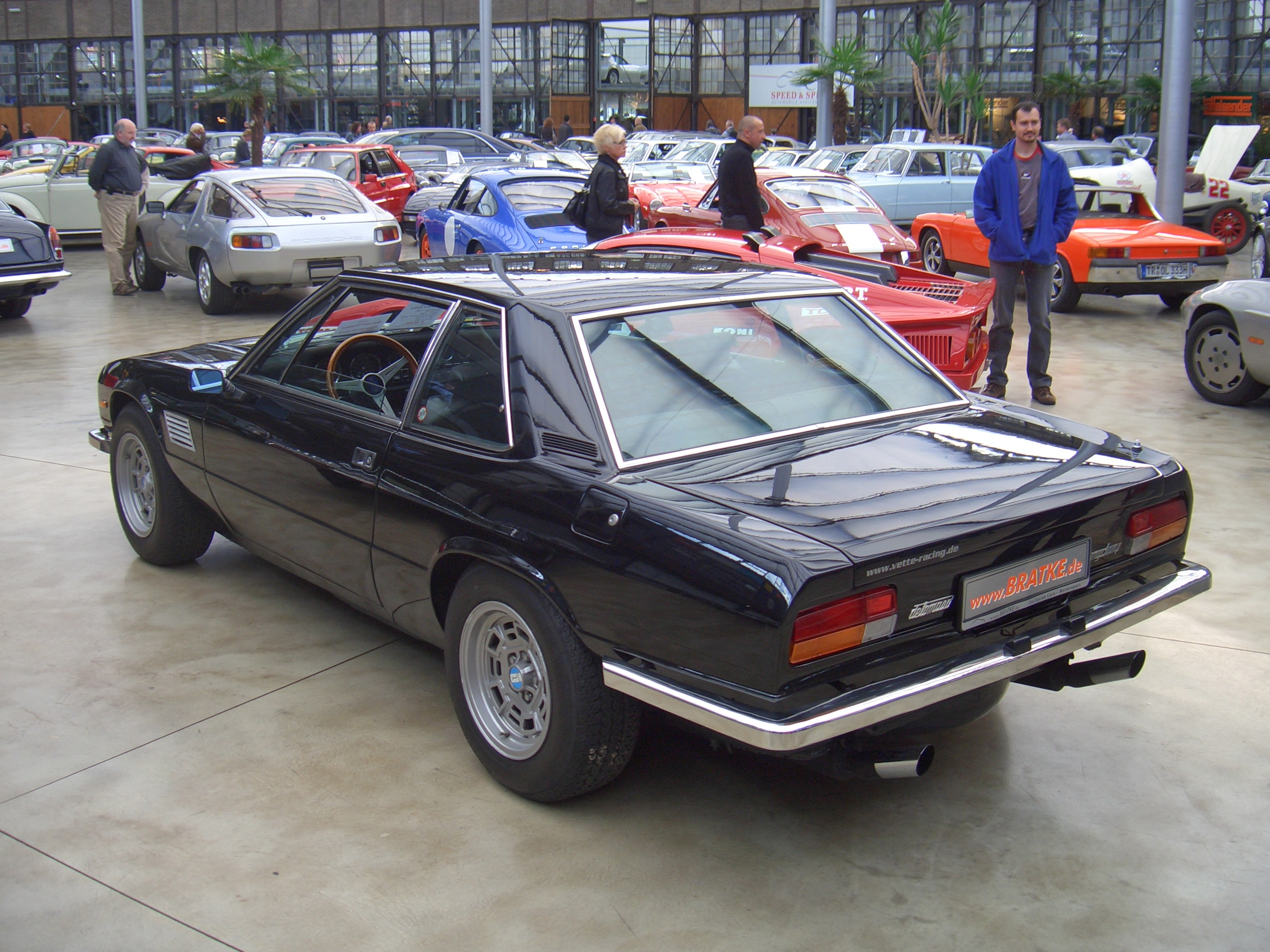
Achteraanzicht van de eerste serie (1979)
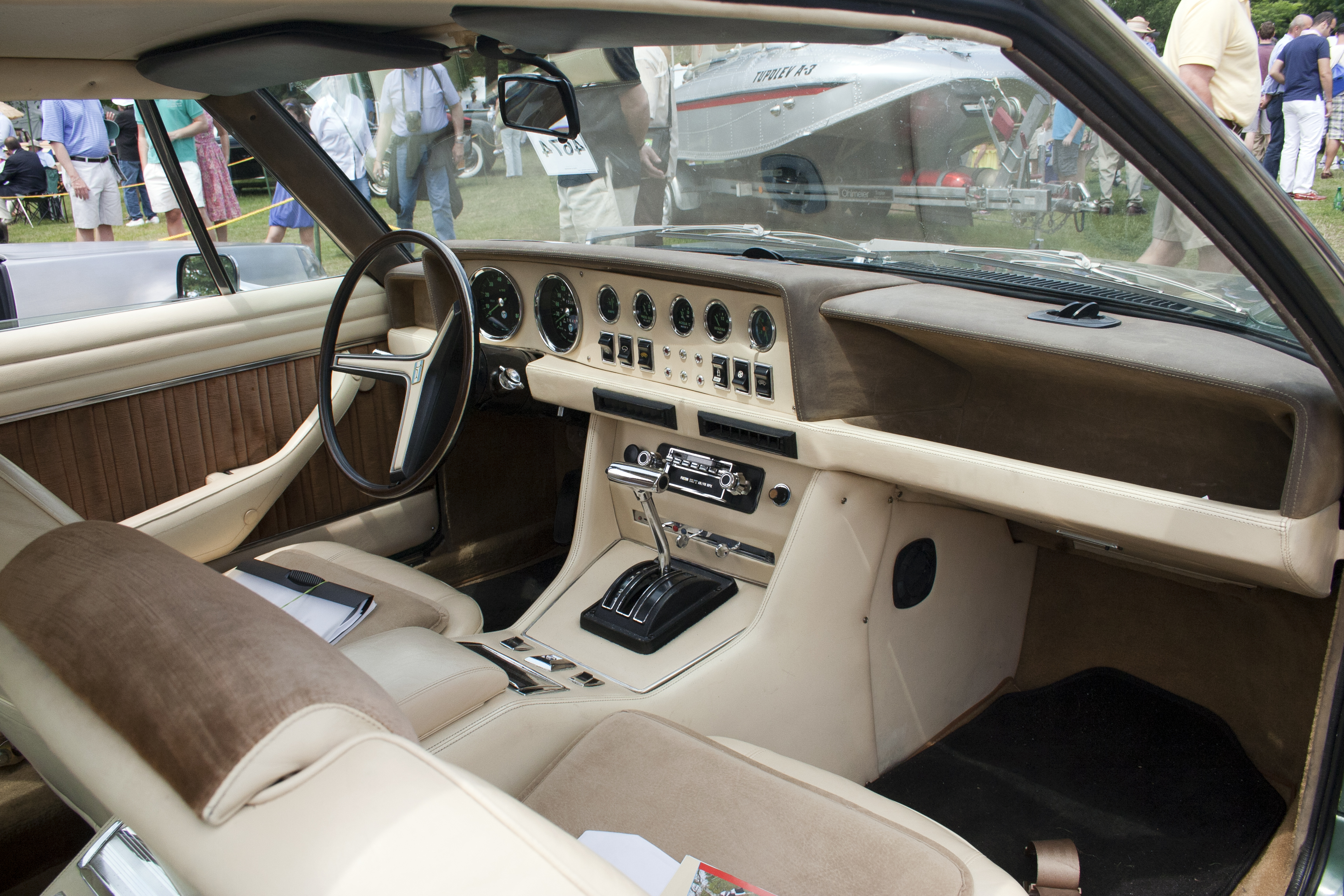
Interieur met het goedkoop ogende stuur en versnellingspook van Ford

Er werden twee series gebouwd, de eerste van 1973 tot 1980 en de tweede na een facelift in 1980. In datzelfde jaar werd ook een sportieve GTS-variant met bredere wielen en uitgebouwde wielkasten geïntroduceerd op het Autosalon van Turijn.
Naast de GTS werd ook een cabrioletversie voorgesteld, de Longchamp Spyder. De Spyder werd gemaakt door Carrozerria Pavesi in Milaan, een klein aantal exemplaren werd gebouwd volgens de GTS-specificaties. In de jaren '80 volgde er nog een GTS/E-versie met dubble ronde koplampen, extra spoilers en een achtervleugel.

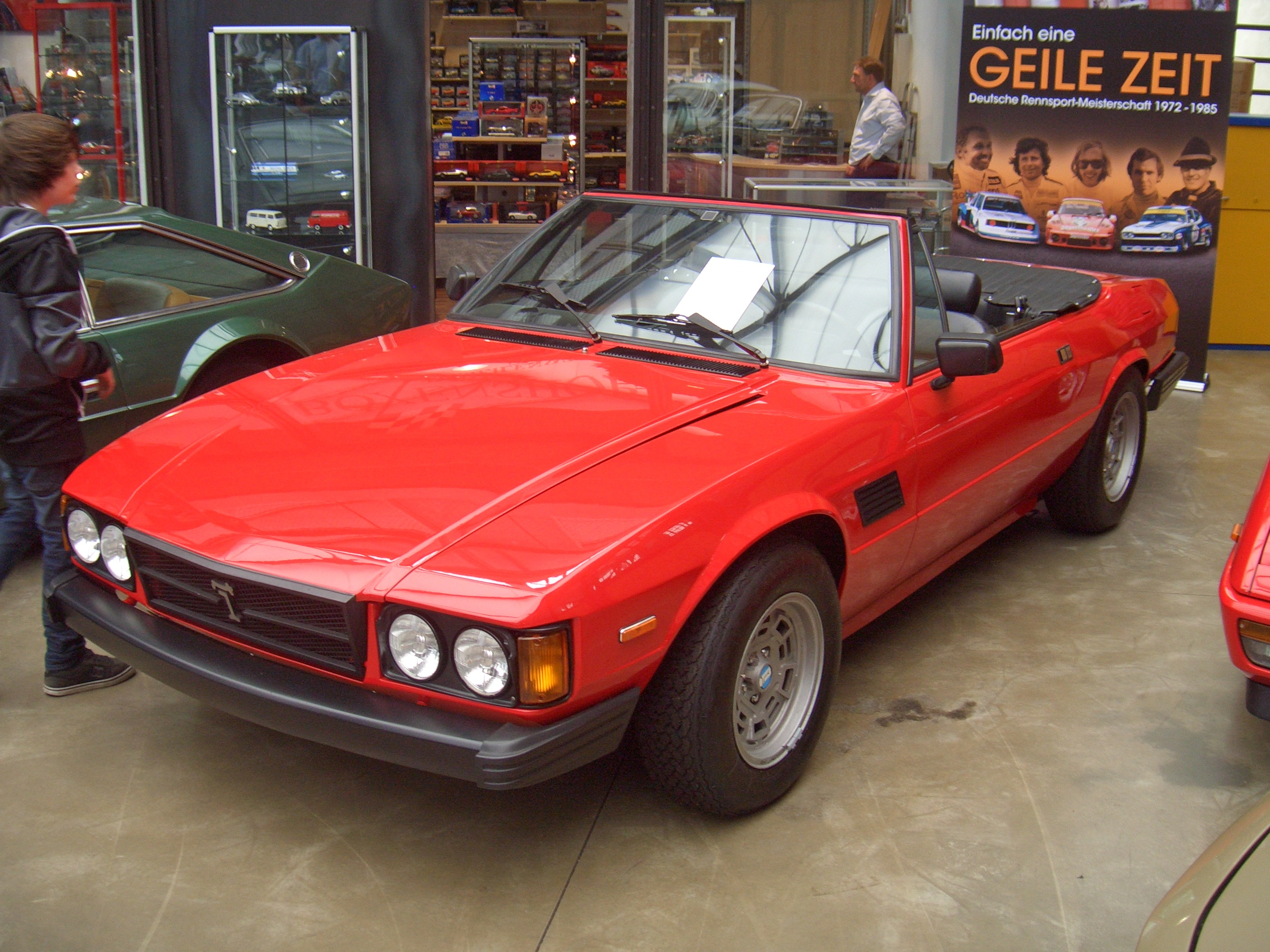
Longchamp Spyder (1983)
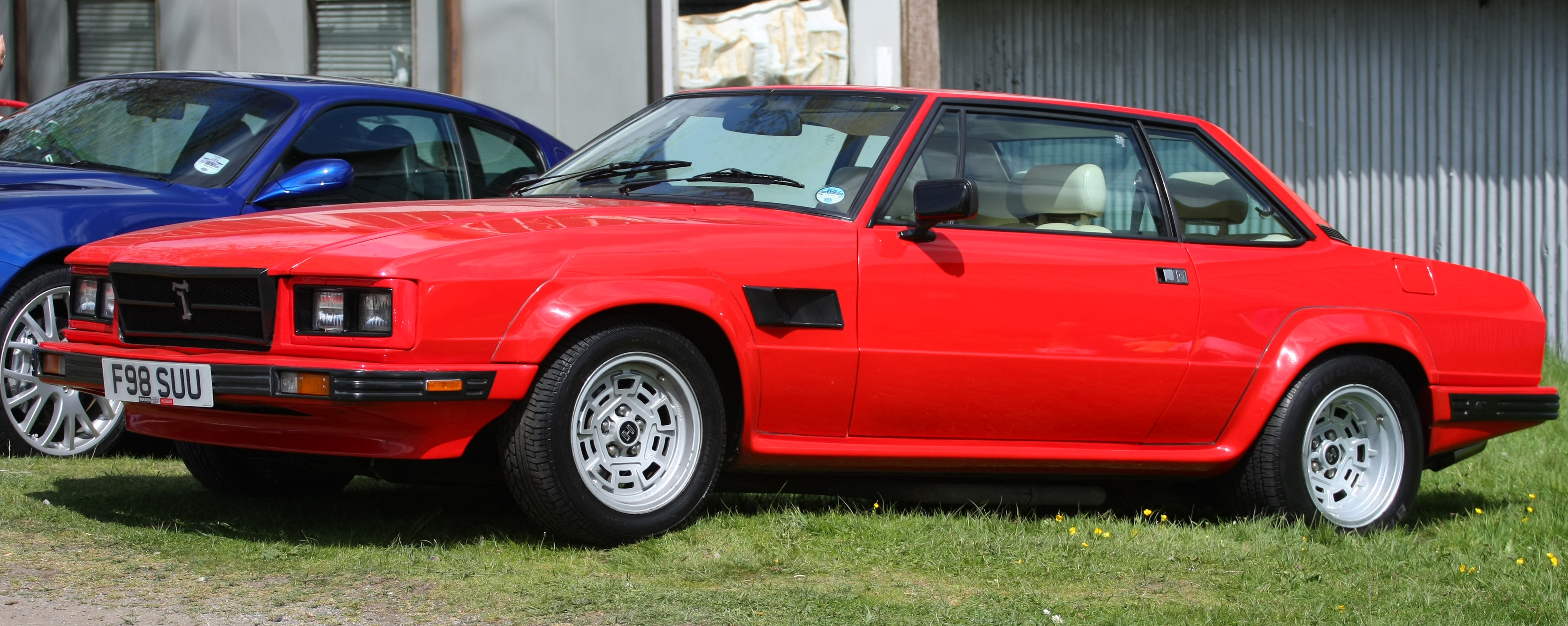
Longchamp GTS/E (1988)

Nadat Ford gestopt was met de productie van de Cleveland V8-motor in de VS kocht De Tomaso de motoren bij Ford Australië. De motoren werden in Zwitserland afgesteld en waren leverbaar met een vermogen van 270, 300 of 330 pk.
Tussen 1972 en 1989 werden in totaal 395 coupés en 14 spyders gebouwd, de meerderheid daarvan dateren van voor de facelift in 1980.
Het platform van de Longchamp werd ook gebruikt voor de Maserati Kyalami en de Maserati Quattroporte III, aangezien Maserati destijds eigendom was van De Tomaso. Alhoewel beide Maserati's mechanisch vrijwel identiek waren aan de Longchamp gebruikten ze geen Ford Cleveland V8-motor maar hadden ze een Maserati V8-motor onder de motorkap.